# Campanário

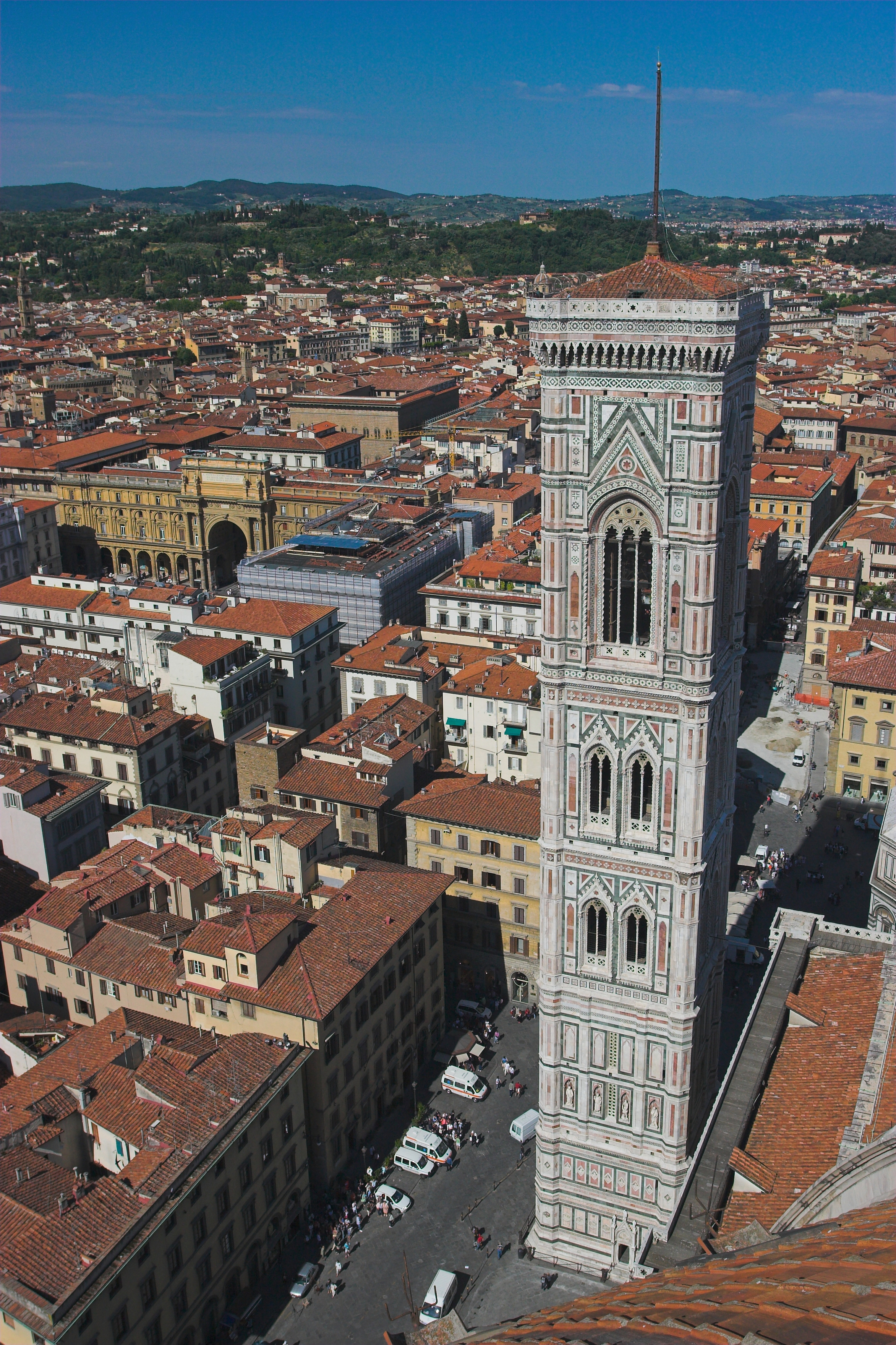
Vista da torre sineira da catedral de Santa Maria del Fiore, em Florença. A torre foi desenhada por Giotto no século XIV.

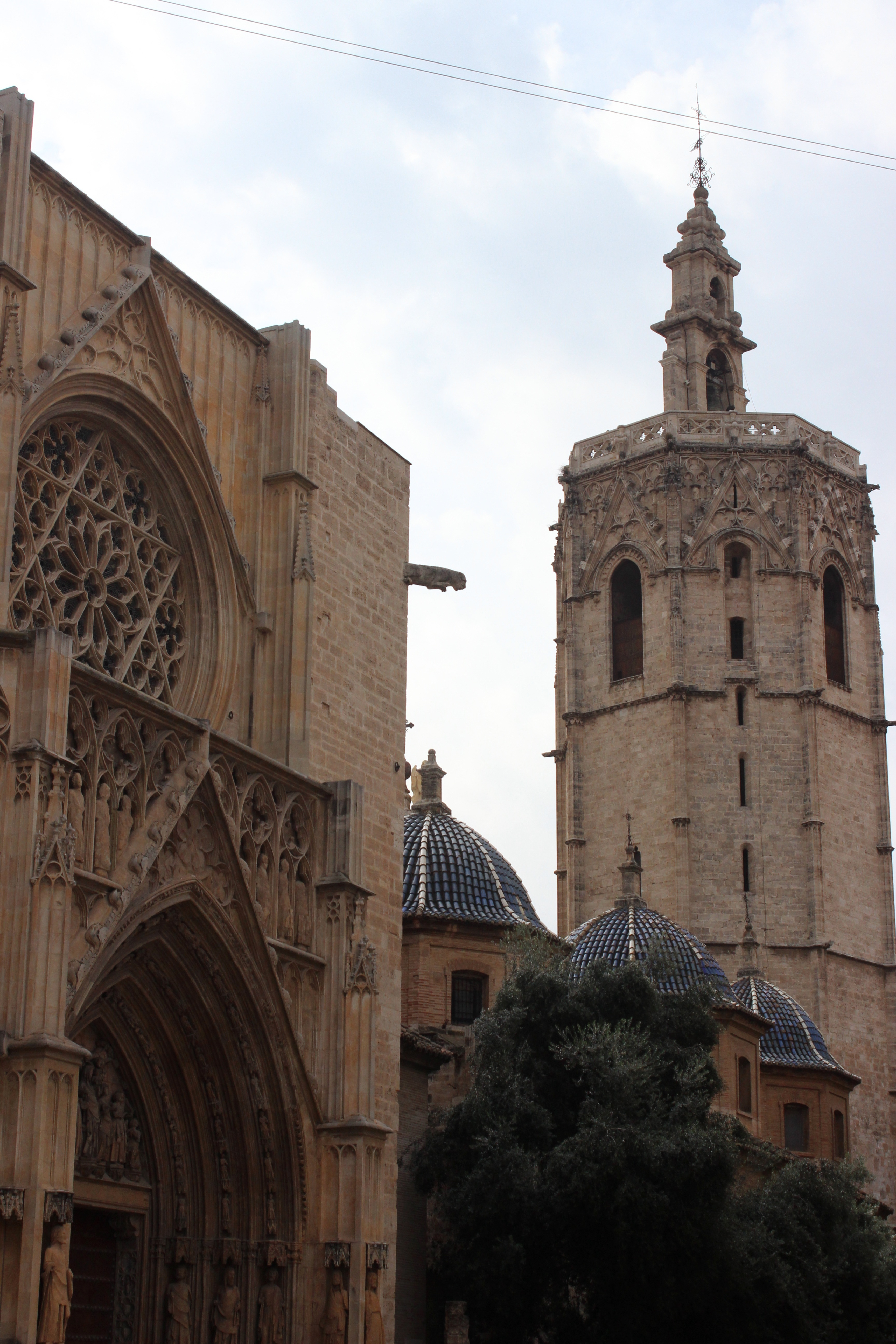
Campanário da Catedral de Valência

Campanário, torre campanário ou torre sineira, é uma torre construída para albergar sinos ("campanas"). É comum em edifícios religiosos, mas também pode ocorrer na arquitetura civil. A utilização do termo campanário é predominante na arquitetura de edifícios religiosos, enquanto "torre sineira" predomina na arquitetura civil.
O termo campanário, do italiano campanile, por sua vez derivado de campana (sino), é sinônimo de torre sineira, embora no inglês campanile tenda a ser usado para se referir a uma torre sineira independente. Uma torre sineira também pode ser chamada de campanário, embora este termo também possa se referir especificamente à subestrutura que abriga os sinos em vez da torre completa.
A torre sineira mais alta do mundo, com 113,2 metros (371 pés) de altura, é a Torre do Sino Mortegliano, na região de Friuli Venezia Giulia, Itália.

## História

### Europa
Em 400 d.C., Paulino de Nola introduziu os sinos da igreja na Igreja Cristã.  No século 11, sinos alojados em campanários tornaram-se comuns.
Torres sineiras históricas existem em toda a Europa. Acredita-se que as torres redondas irlandesas tenham funcionado em parte como torres sineiras. Exemplos europeus medievais famosos incluem Bruges (Campanário de Bruges), Ypres (Salão de Pano, Ypres), Ghent (Campanário de Ghent). Talvez a torre sineira independente europeia mais famosa, no entanto, é a chamada "Torre Inclinada de Pisa", que é o campanário do Duomo di Pisa em Pisa, Itália. Em 1999, trinta e dois belfries belgas foram adicionados à lista de Patrimônios Mundiais da UNESCO. Em 2005, esta lista foi alargada com um belga e vinte e três belfries do norte da França e é desde então conhecida como Belfries da Bélgica e França. A maioria deles estava ligada a edifícios civis, principalmente prefeituras, como símbolos do maior poder que as cidades da região obtiveram na Idade Média; Um pequeno número de edifícios não ligados a um campanário, como torres sineiras de – ou com suas – igrejas, também ocorrem nesta mesma lista (detalhes). Na Idade Média, as cidades às vezes mantinham seus documentos importantes em belfries. Nem todos são em larga escala; a torre do "sino" de Katúň, na Eslováquia, é típica das muitas estruturas mais modestas que já foram comuns em áreas rurais. Torres sineiras arcaicas de madeira sobrevivem a igrejas adjacentes na Lituânia e também em algumas partes da Polônia.
Na Europa Oriental Ortodoxa o toque do sino também tem um forte significado cultural (toque do sino ortodoxo russo), e igrejas foram construídas com torres sineiras (ver também Lista de altas torres sineiras ortodoxas).

### China
Torres sineiras (chinês: Zhonglou, japonês: Shōrō) são comuns na China e nos países de culturas relacionadas. Eles podem aparecer tanto como parte de um complexo de templos e como um edifício cívico independente, muitas vezes emparelhado com uma torre de tambor, bem como em edifícios de igrejas locais. Entre os exemplos mais conhecidos estão a Torre do Sino (Zhonglou) de Pequim e a Torre do Sino de Xi'an.

## Funções
Os sinos dos campanários de uma igreja ou outro tipo de edifícios soam para indicar a passagem do tempo ou para marcar eventos importantes, como casamentos ou funerais. Também podem ser usados para indicar a ocorrência de alguma catástrofe, como incêndios.
Para marcar o tempo, os sinos de um campanário podem estar conectados a um relógio, como o famoso Big Ben das Casas do Parlamento em Londres. 

## Arquitetura religiosa
Torres sineiras são comuns em igrejas, podendo ocupar diferentes posições em relação ao edifício principal. A fachada principal pode ser flanqueada por duas torres sineiras, um padrão comum na arquitetura das catedrais medievais francesas (por exemplo, na Catedral de Notre-Dame de Paris), inglesas (p.ex. Catedral da Cantuária), alemãs (p. ex. Catedral de Colônia) e ibéricas (p. ex. Sé de Lisboa). Também a torre sobre o transepto de uma igreja, como por exemplo na Catedral da Cantuária, pode possuir sinos e assim ser um campanário.
Na Itália são comuns os campanários livres, ou seja, não adossados ao corpo principal da igreja. Exemplos famosos deste tipo de torre - chamado em italiano campanile - são a Torre de Pisa, o campanário da Catedral de Pisa, e a Torre de Giotto, campanário da Catedral de Florença.
As torres sineiras também podem localizar-se na traseira de uma igreja, como a famosa Torre dos Clérigos do Porto, em Portugal.

## Arquitetura civil
As torres sineiras também ocorrem em edifícios civis como câmaras municipais ou prefeituras. Célebres exemplos são as torres de palazzi cívicos italianos como o Palazzo Vecchio de Florença e o Palácio Comunal de Siena. 
Na atual Bélgica e norte da França há um notável conjunto de torres sineiras em palácios municipais que datam da Idade Média. 56 destes campanários foram classificados como Património Mundial pela UNESCO sob o nome de Campanários da Bélgica e da França. 

## Shōrō
O shōrō, shurō (鐘楼 - torre sineira) ou kanetsuki-dō (鐘突堂 torre sineira iluminada) é a torre sineira de um templo budista no Japão, que abriga o bonshō (梵鐘 - sino do templo). Também pode ser encontrado em alguns Jinja, como Nikkō Tōshō-gū. Existem dois tipos principais, o maior hakamagoshi (梵鐘), que tem paredes e mais recentemente fukihanachi (吹放ち) ou fukinuki (吹貫・吹抜き).

## Campanário Trinitário
O campanário trinitário ou torre sineira Suletina é um tipo de torre sineira de três pontas típica da província histórica de Sola (País Basco francês). Os picos simbolizam a Santíssima Trindade.

## Galeria

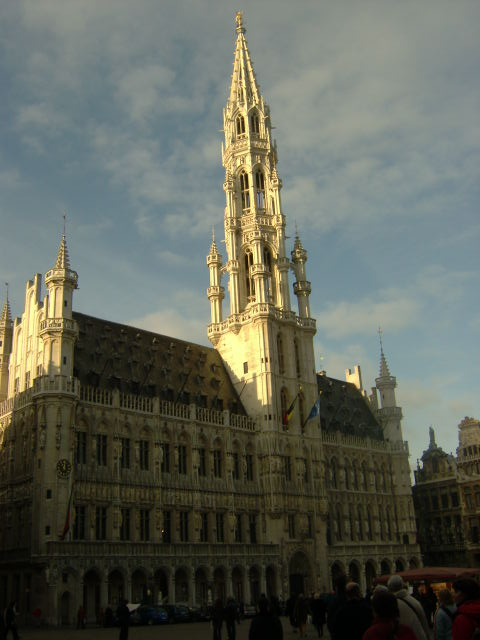
A Tour Inimitable di Bruxelas (Bélgica)
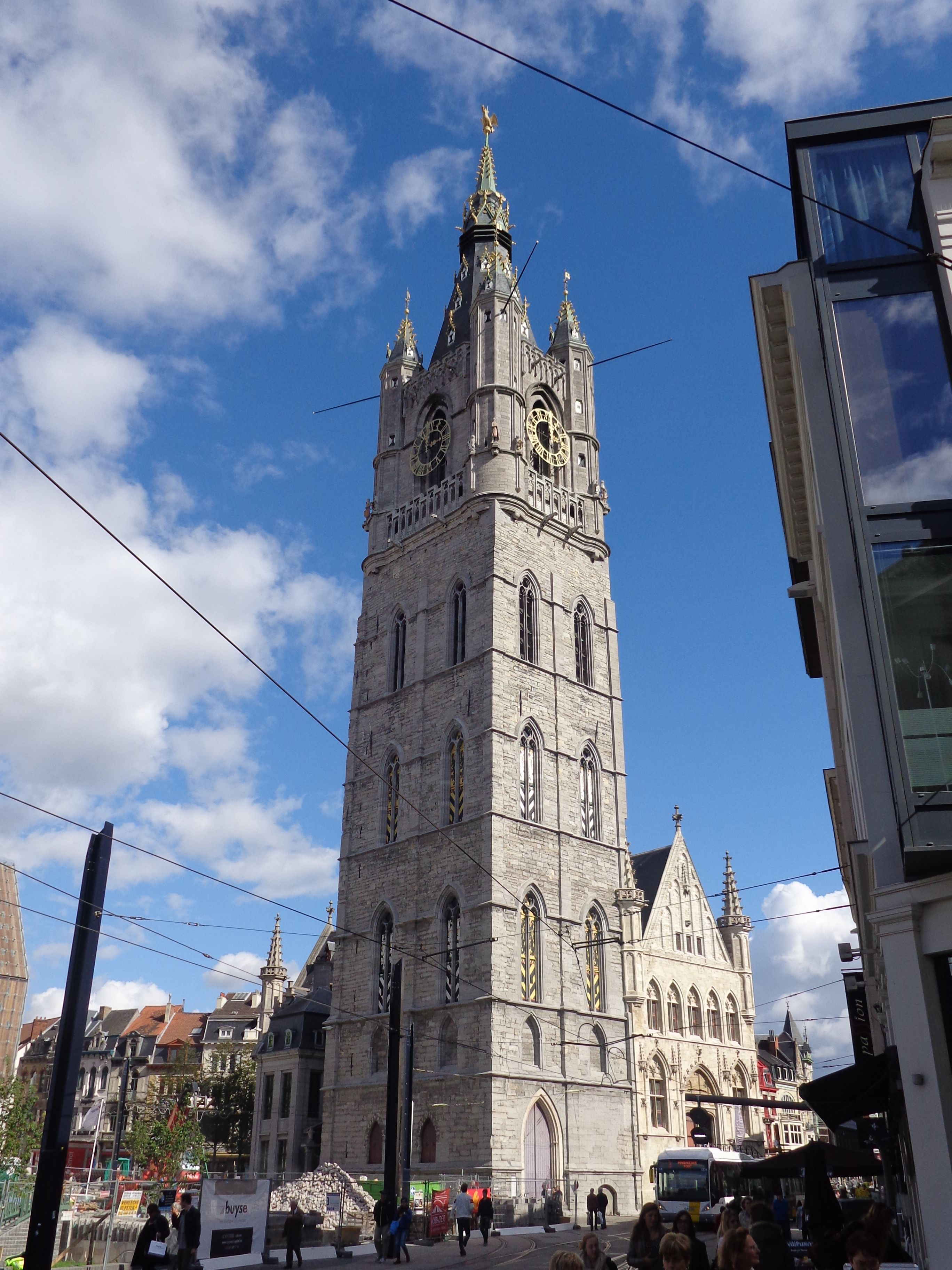
A Beffroi di Gand (Bélgica)
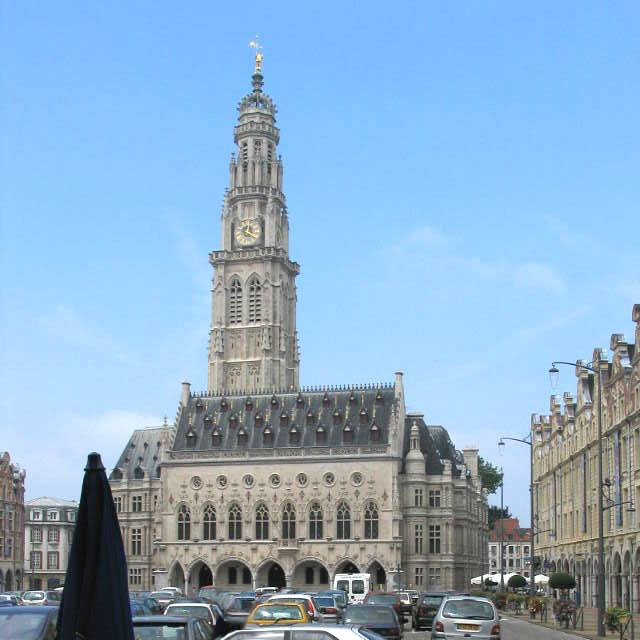
Torre de Arras (França)
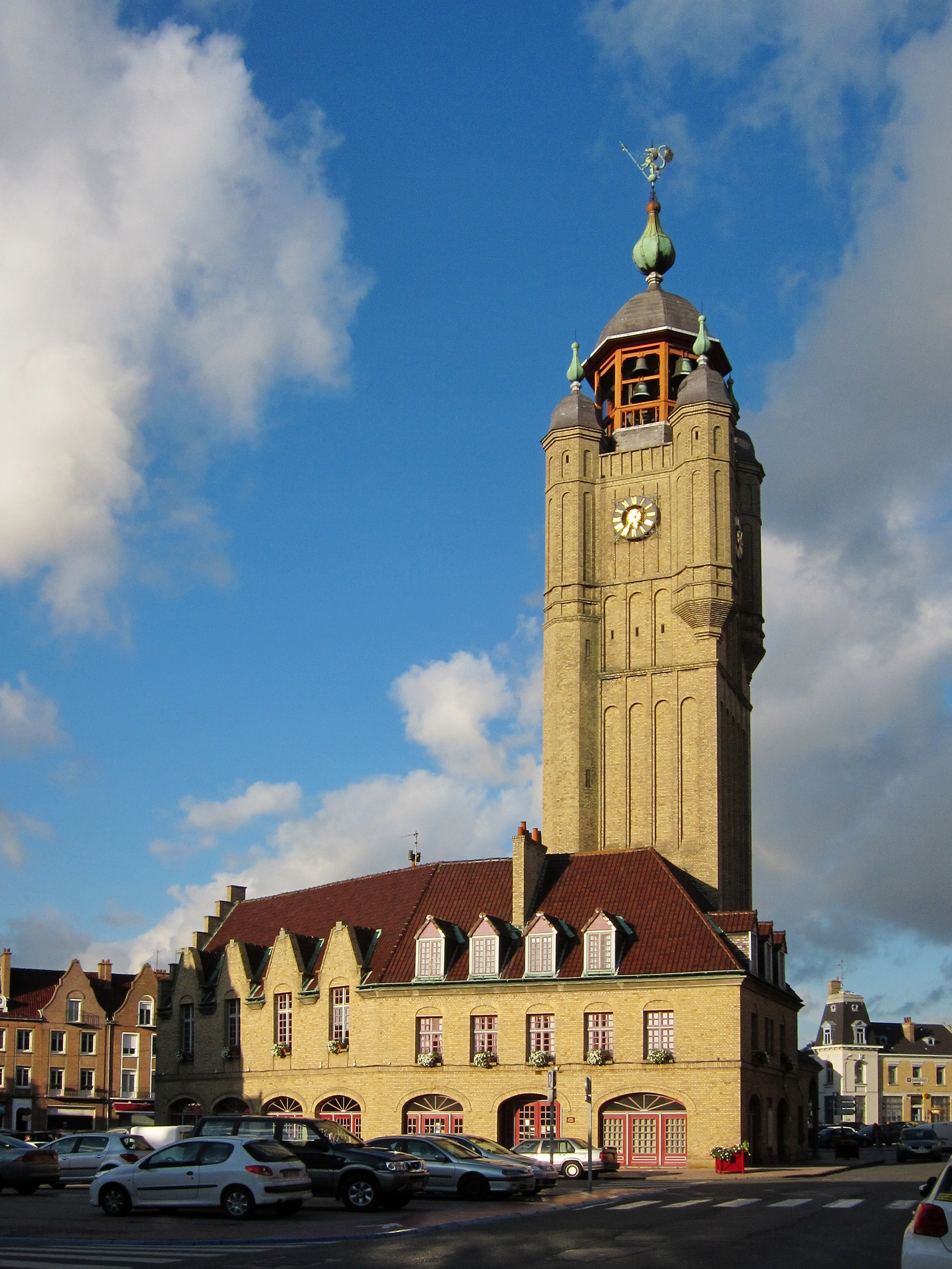
Torre de Bergues (França)
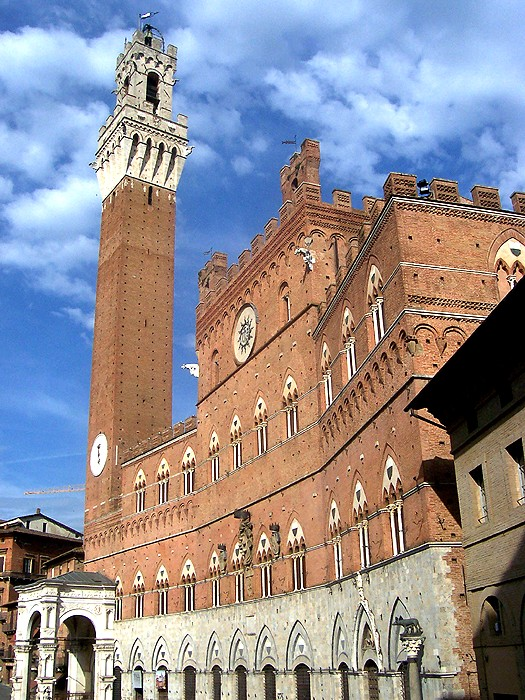
A Torre del Mangia de Siena
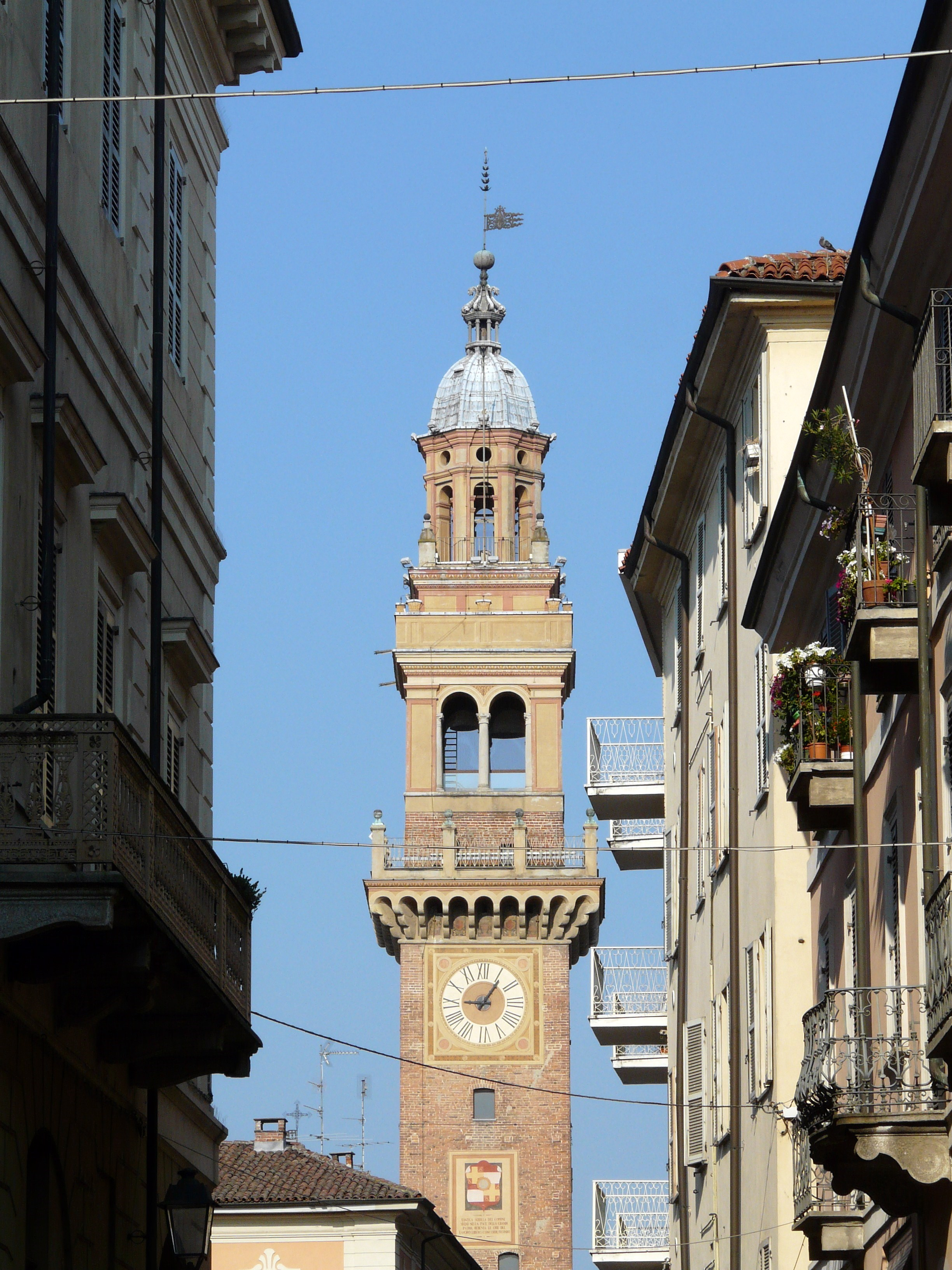
Torre de Casale Monferrato
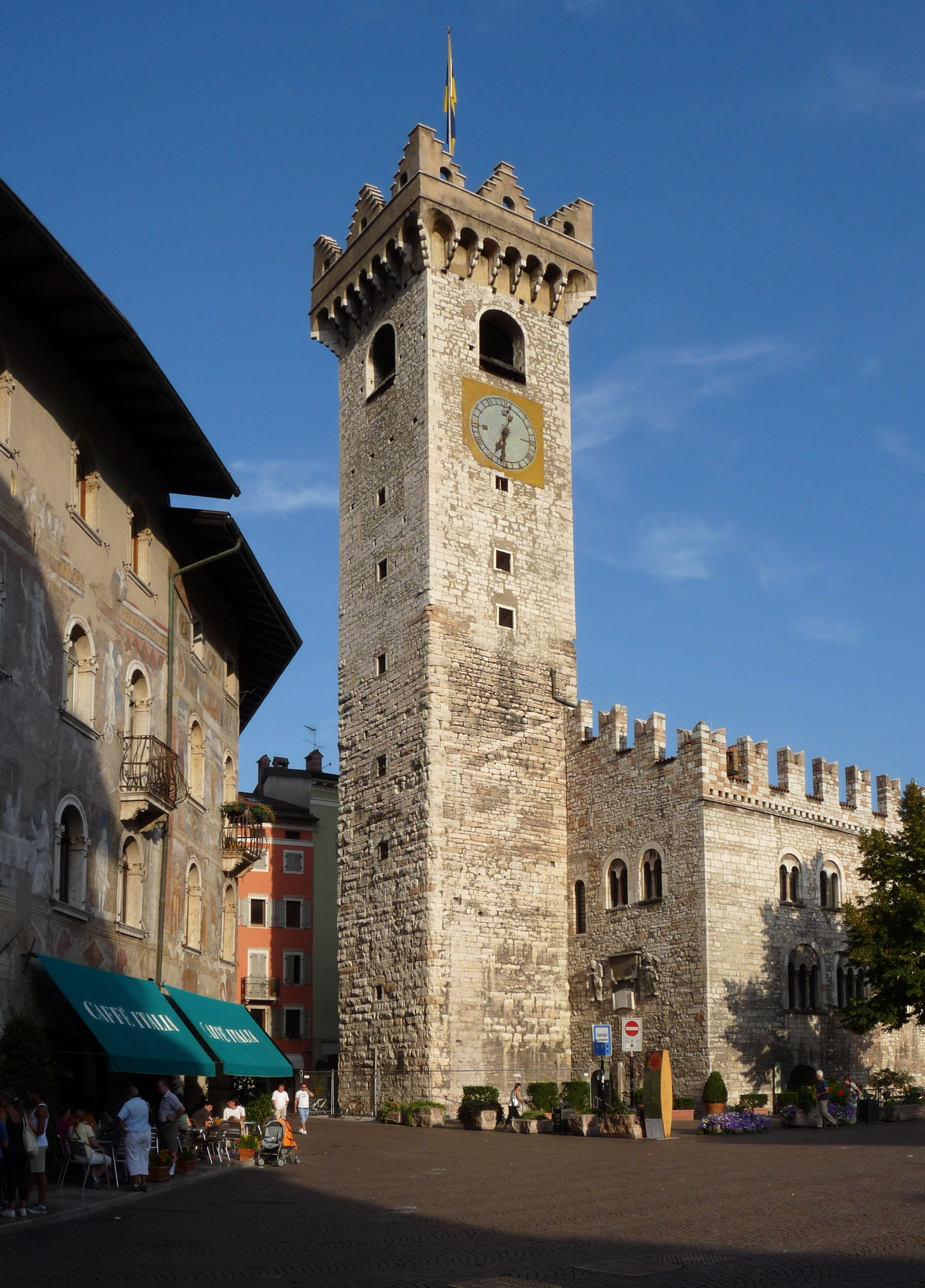
Torre cívica de Trento
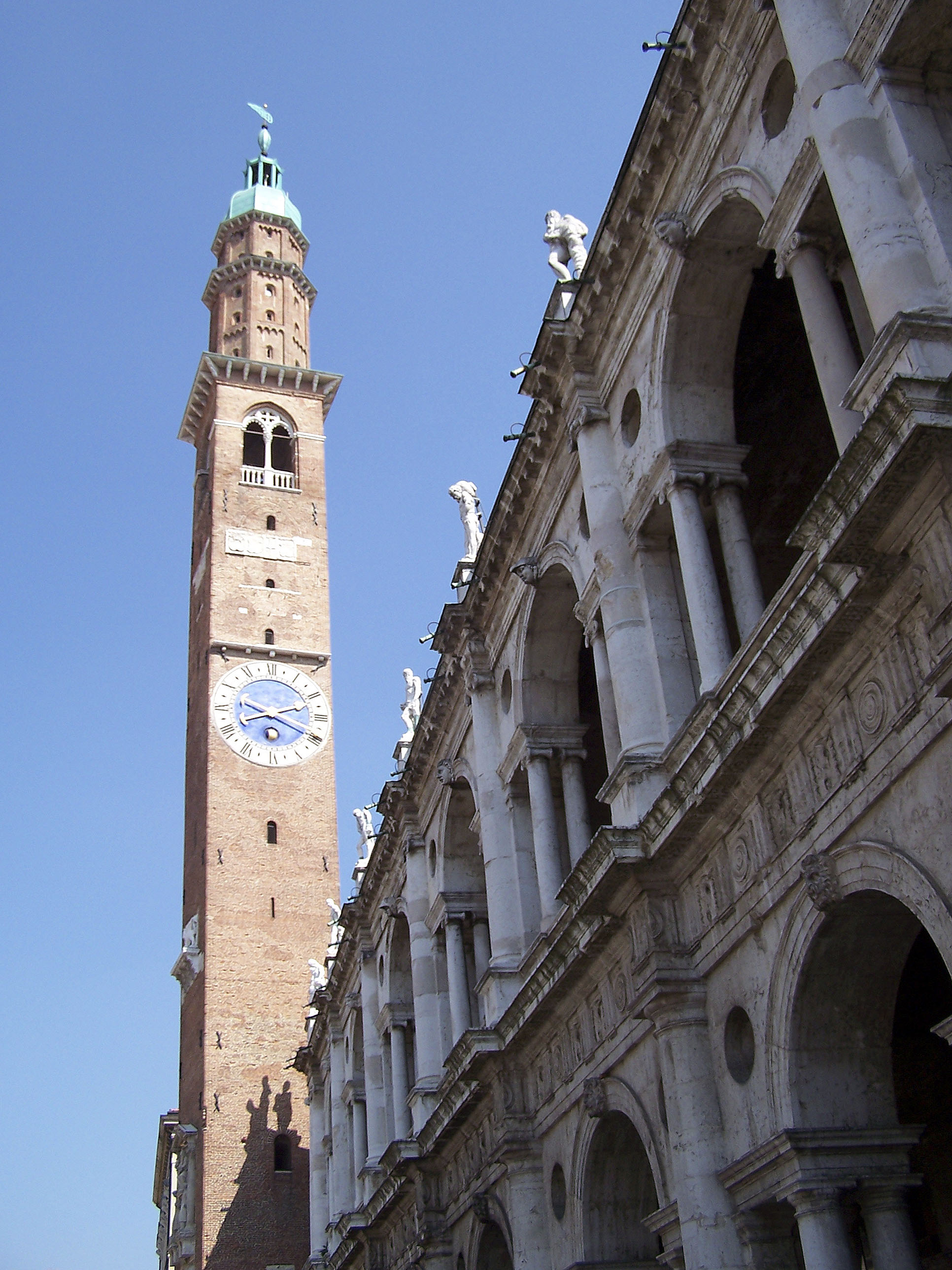
Torre cívica de Vicenza, também chamada Torre di Piazza ou Torre Bissara
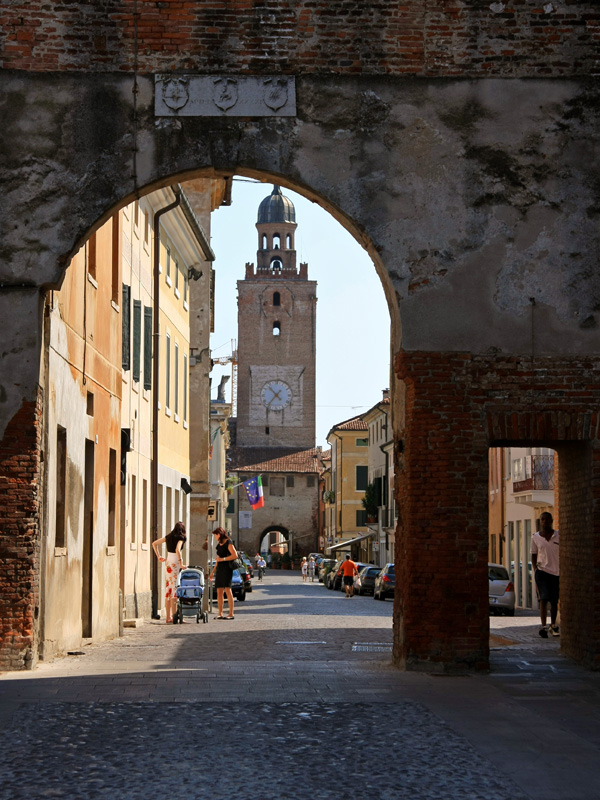
Torre de Castelfranco Veneto
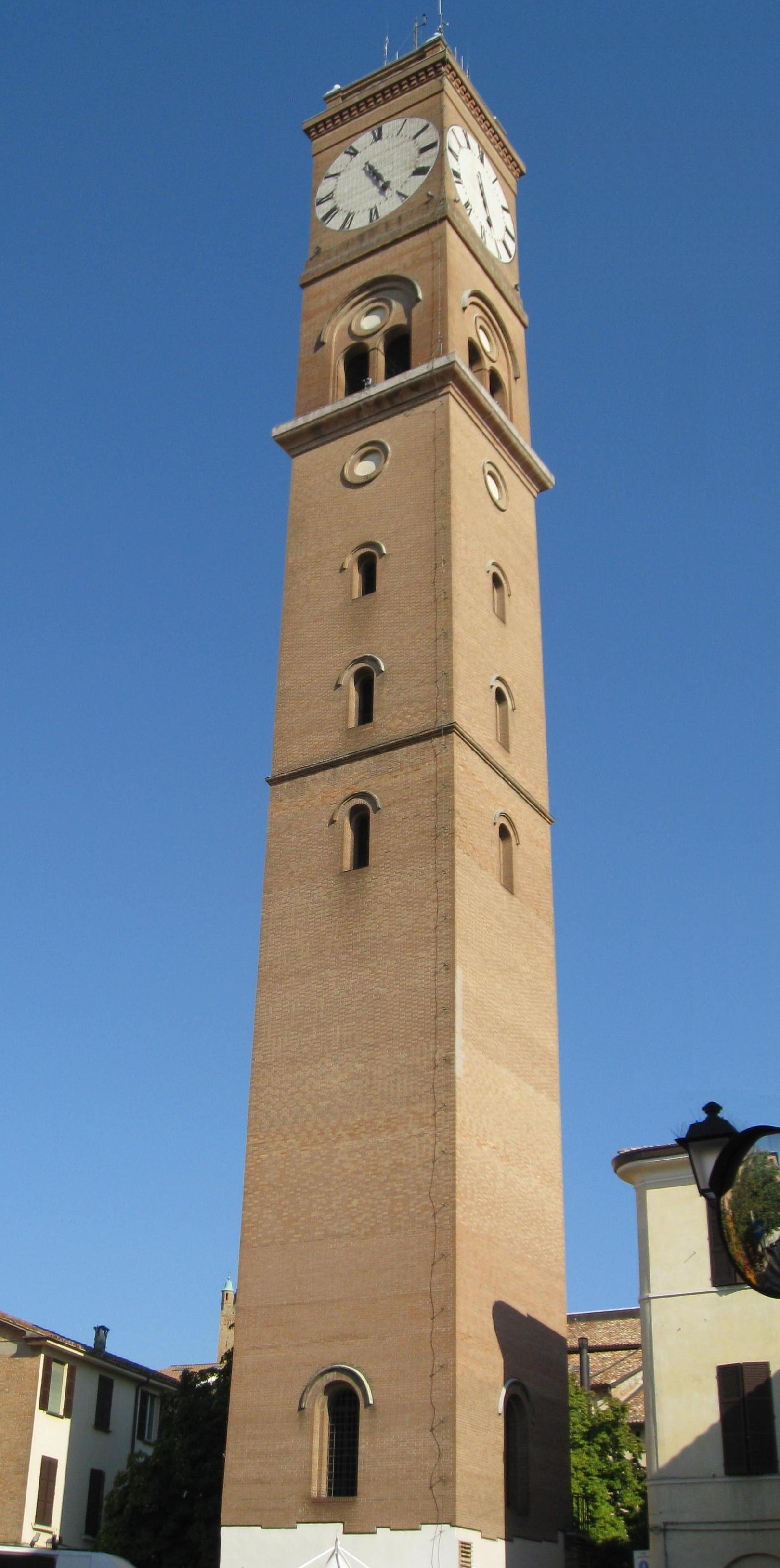
Torre de Forlì
Torre de San Gimignano, de La rognosa
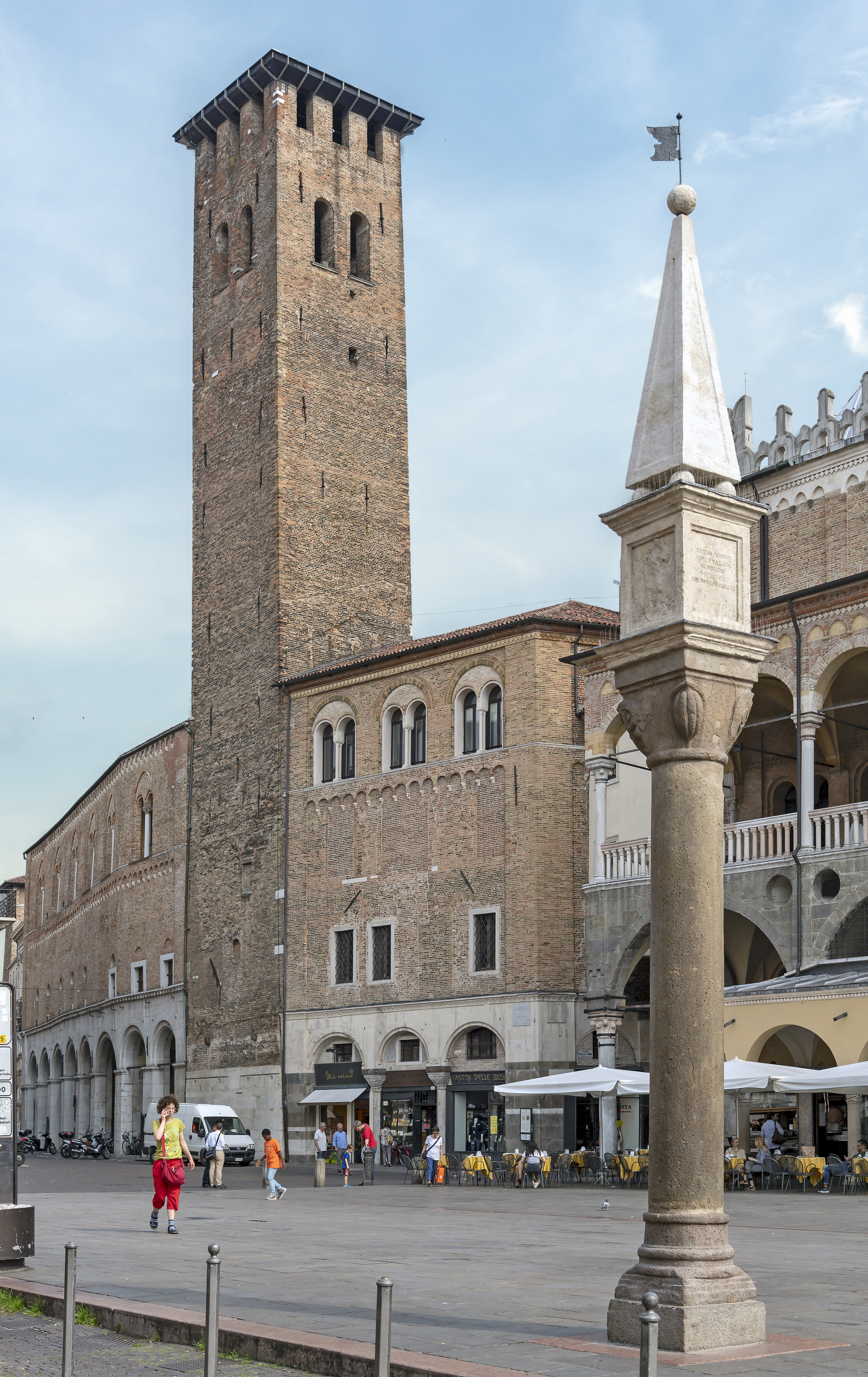
Torre de Padova dita Torre degli Anziani
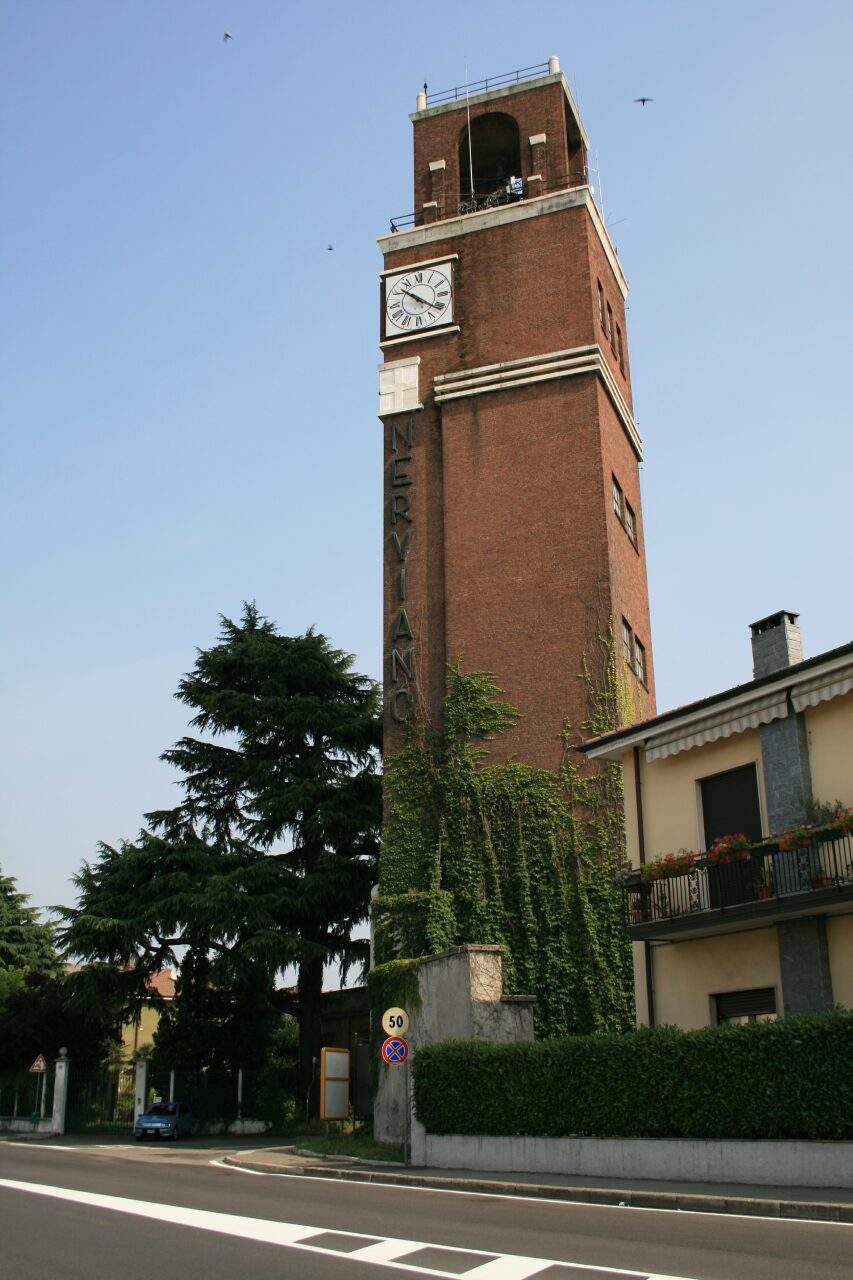
Torre de Nerviano
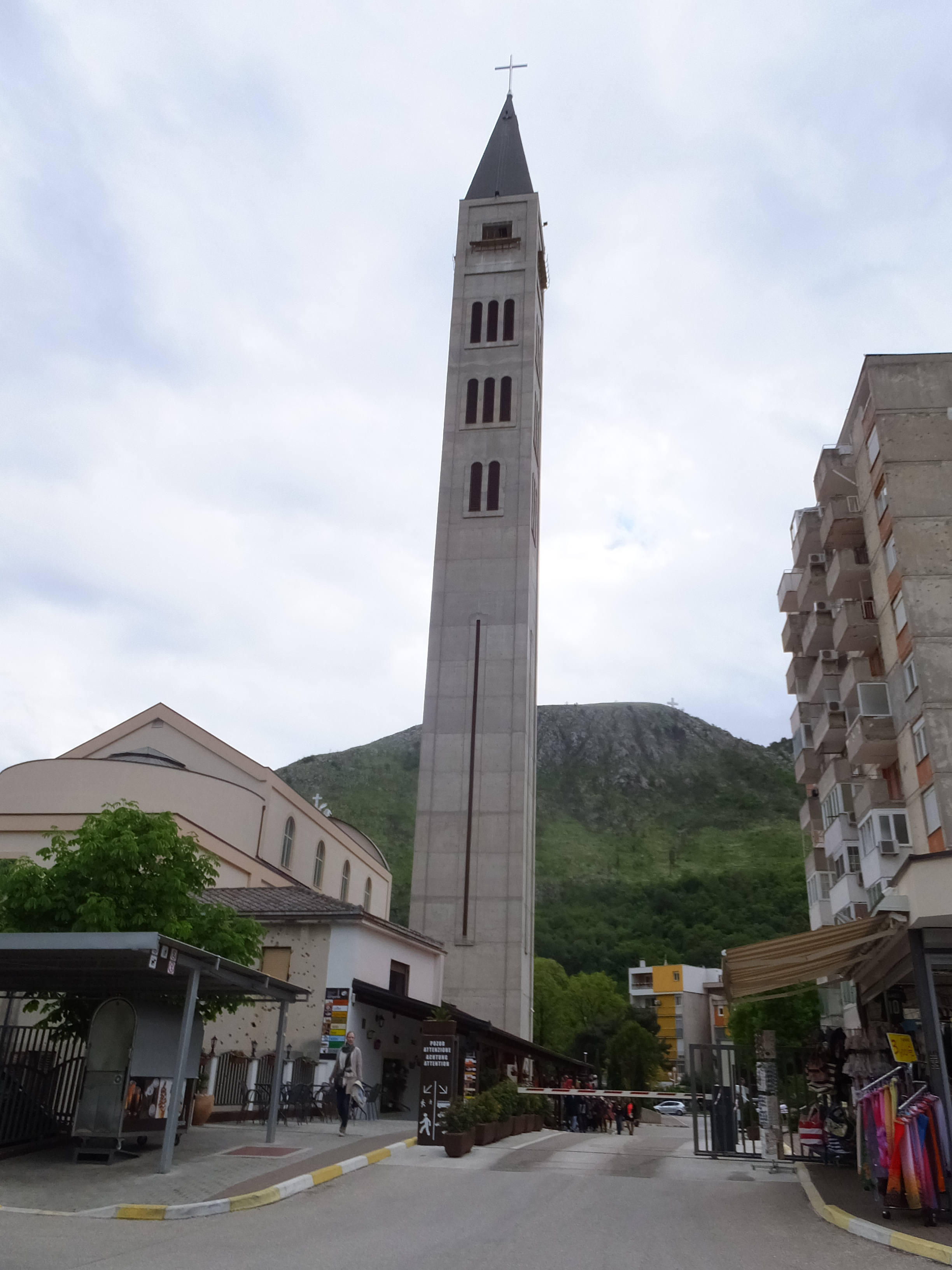
San Pedro e San Pablo, Mostar